# Søren Vase
Søren Vase (født 19. december 1923 i Hem, død 13. september 2008 i Koldby) var en dansk forfatter, skoleinspektør, jæger og fisker.
Han var født i Hem ved Mariager og var vokset op på Sem hede under hårde forhold. Han var tjenestedreng, fodermester og forkarl før han tog læreruddannelsen på Silkeborg Seminarium, hvorefter han blev ansat ved Odder private realskole i 1946. Han flyttede til Thy i 1958, hvor han var førstelærer og bibliotekar ved Koldby skole indtil han i 1961 blev skoleinspektør samme sted. Her var han til han blev pensioneret i 1983. Sideløbende med sit arbejde inden for undervisning har han været jæger, lystfisker, forfatter og foredragsholder.
Alle hans bøger udover "Mikkel" : håndbog for rævejægere var udgivet på forlaget Wøldike